# جان-روبرت غوثير
جان-روبرت غوثير هو سياسي كندي، ولد في 22 أكتوبر 1929 في أوتاوا في كندا، وتوفي بنفس المكان في 10 ديسمبر 2009. نشط حزبياً في الحزب الليبرالي الكندي. وقد انتخب عضو مجلس الشيوخ الكندي ‏ وانتخب عضو مجلس العموم الكندي.